# اینجا همه‌چیز خوب است
اینجا همه چیز خوب است فیلمی به نویسندگی، کارگردانی و تهیه کنندگی پوریا آذربایجانی محصول سال ۱۳۹۱ است.

## داستان
این فیلم به زندگی دختری جوان و در آستانه ازدواج و سفر به خارج پرداخته‌است که مورد تجاوز و آزار و اذیت جنسی قرار می‌گیرد…

## بازیگران
- مرضیه ولی‌پور
- پانته‌آ سیروس
- نادر مشایخی
- عرفان ناصری
- امیر جنابی
- امیر توانگر
- الناز آبشاری

## سایر عوامل
- چهره پرداز: رکسانا محیط
- طراح صحنه و لباس: مونا سرتوه
- فیلم‌بردار: مجید محمدقلی
- صدابردار: سامان شهامت، سیدعلیرضا علویان
- آهنگساز: هوشیار خیام
- تدوین‌گر: پوریا آذربایجانی
- مدیر تولید: امیر توانگر

## جوایز
- جایزه بهترین تهیه‌کننده از جشنواره فیلم موناکو[۱]
- جایزه ویژه هیئت داوران جشنواره انکریج آلاسکا[۱]
- جایزه ویژه هیئت داوران جشنواره سونوما سانفرانسیسکو[۱]
- برنده یاس بهترین بازیگر مکمل زن: پانته آ سیروس، از جشنواره بین‌المللی فیلم یاس ۱۳۹۳[۲]
- برنده یاس زرین بهترین چهره‌پردازی: رکسانا محیط، از جشنواره بین‌المللی فیلم یاس ۱۳۹۳[۲]